# Vermillion (Minnesota)
Vermillion – miasto w Stanach Zjednoczonych, w stanie Minnesota, w hrabstwie Dakota.